# Niffle
Niffle est une maison d'édition belge de bande dessinée dirigée par Frédéric Niffle. 
Niffle publie essentiellement des ouvrages généralistes sur la bande dessinée, et des rééditions intégrales de classiques de la bande dessinée franco-belge (Spirou et Fantasio, Le Petit Spirou, XIII, Thorgal) ainsi que des rééditions patrimoniales (Clifton, des œuvres de Gérard Lauzier, Félix). 
En 2006, Niffle Éditions cesse provisoirement ses activités. En 2008, après avoir durant de nombreuses années contribué en tant que consultant indépendant à l'élaboration de diverses lignes éditoriales aux Éditions Dargaud-Lombard (Bruxelles), Frédéric Niffle devient rédacteur en chef du magazine de bande dessinée Spirou publié par les éditions Dupuis.

## Publications

### Collection Profession: Auteur de bande dessinée
- Vuillemin, entretiens avec Numa Sadoul, 1999
- Tardi, entretiens avec Numa Sadoul, 2000
- Van Hamme, Itinéraire d'un enfant doué, entretiens avec Frédéric Niffle, 2002
- Peyo, l'enchanteur, biographie de Hugues Dayez, 2003
- La Nouvelle Bande Dessinée : Blain, Blutch, David B., de Crécy, Dupuy-Berberian, Guibert, Rabaté, Sfar, entretiens avec Hugues Dayez, 2004
- Les éditeurs de bande dessinée, Thierry Bellefroid, 2005
- Franquin, Jijé : comment on devient créateur de bandes dessinées, Philippe Vandooren, réédition, 2014

### Collection Anthology
- Jeremiah : L'Intégrale, Hermann, 1998.
- XIII, L'intégrale, Vance et Van Hamme, 2001
- Félix l'intégrale, Maurice Tillieux, 2002-2004
- Clifton : L'Intégrale, Raymond Macherot, 2003
- Thorgal, Grzegorz Rosiński et Van Hamme
- Largo Winch, Francq et Van Hamme

### Collection 50/60
- Chaminou et le Khrompire, une aventure de Chaminou par Raymond Macherot, 2015[1]
- La Voiture immergée, une aventure de Gil Jourdan par Maurice Tillieux, 2014[2]
- Les six premiers tomes de Jeremiah par Hermann, intégrale en noir et blanc[3]
- La Guerre des sept fontaines, une aventure de Johan et Pirlouit par Peyo, 2014[4]
- La Ribambelle en Écosse, une aventure de la Ribambelle par Roba[5]
- La Mauvaise Tête, une aventure de Spirou et Fantasio par Franquin, 2014[6]
- QRN sur Bretzelburg, une aventure de Spirou et Fantasio par Franquin et Greg[7]
- La Villa du Long-Cri, une aventure de Tif et Tondu par Maurice Rosy et Will, 2014[8]

### Collection La Grande Bibliothèque
- Les aventures de Blake et Mortimer, E. P. Jacobs, 2017
- Comanche, Greg, Rodolphe, Hermann, Michel Rouge, 2017
- Intégrale de Johan et Pirlouit :
  - Tome 1 : Le châtiment de Basenhau (1954), Le maître de Roucybeuf (1954), Le lutin du bois aux Roches (1956), La pierre de lune (1956)[9]
- Intégrale de Thorgal, Grzegorz Rosiński et Van Hamme, 2017-2018[10] :
  - Tome 1, avril 2017 : La magicienne trahie, L’île des mers gelées, Presque le paradis…, Les trois vieillards du pays d’Aran, La galère noire, Au-delà des ombres, La chute de Brek Zarith
  - Tome 2, septembre 2017 : L’enfant des étoiles, Alinoë, Les archers, Le pays Qâ, Les yeux de Tanatloc, La cité du dieu perdu, Entre terre et lumière
  - Tome 3, août 2018 : Aaricia, Le maître des montagnes, Louve, La gardienne des clés